# Тиберг, Марсель
Марсель Тиберг (нем. Marcel Tyberg; 27 января 1893, Вена — 31 декабря 1944, концентрационный лагерь Аушвиц) — австрийский композитор, пианист и дирижёр.

## Биография
Сын скрипача и пианистки, пользовавшихся определённой известностью в Вене и происходивших, вероятно, из Чехии. Родители Тиберга были дружны с Яном Кубеликом, их сын унаследовал дружбу с его сыном Рафаэлем, несмотря на значительную разницу в возрасте, — совсем юный Кубелик-младший дирижировал в 1930-х гг. премьерой Симфонии № 2 Тиберга. Другим близким товарищем Тиберга был Родольфо Липицер. Получил ли Тиберг какое-либо систематическое образование, помимо уроков своих родителей, в точности неизвестно. Его первые сочинения датированы началом 1920-х гг.
В 1927 г. по приглашению Липицера, занявшего место постоянного дирижёра в симфоническом оркестре города Аббация (австрийского курорта, тогда принадлежавшего Италии, а ныне Хорватии), семья Тибергов перебралась в этот город. Тиберг-старший в том же году умер, а Тиберг-младший наряду с Кубеликом-младшим на протяжении последующих лет активно концертировал вместе с оркестром Липицера как солист, а после того, как Липицер в 1930 году возглавил оркестр в соседней Гориции, унаследовал от него дирижёрскую позицию. Кроме того, в Аббации Тиберг и его мать давали уроки музыки, Тиберг играл на органе в церкви, сочинял под псевдонимом танцевальные пьесы.
После падения фашизма в Италии (лето 1943) Истрия, где жили Тиберг с матерью, перешла под совместный контроль Хорватии и Германии, в силу чего на этой территории стало вводиться жёсткое соблюдение германского законодательства против евреев. Мать Тиберга, еврейка на одну восьмую, и сам Тиберг, еврей на одну шестнадцатую, были зарегистрированы в местном полицейском управлении. Сразу после этого мать Тиберга умерла; эти события совпали с завершением Тибергом своего последнего сочинения — Третьей симфонии. В следующем году Тиберг был арестован и отправлен в лагерь уничтожения, где и погиб 31 декабря 1944 года.

## Творческое наследие
Творческое наследие Тиберга сравнительно невелико. Ему принадлежат три симфонии (1924, 1927, 1943), фортепианное трио (1936), струнный секстет (1932), две фортепианные сонаты (1920, 1935), две мессы для хора и органа (1934, 1941), 35 песен (из которых 31 — на стихи Генриха Гейне) и две части, Скерцо и Финал, завершающие Неоконченную симфонию Франца Шуберта, датированные 1928 годом и предназначенные, видимо, для международного конкурса на завершение шубертовской симфонии, объявленного в этом году, но фактически не состоявшегося (из-за возмущения музыкальной общественности самой идеей конкурса условия были изменены и к нему стали допускаться произведения «в шубертовском духе», победителем стал Курт Аттерберг).
На протяжении многих десятилетий произведения Тиберга, не публиковавшиеся при жизни, считались погибшими вместе с ним. Однако в 2005 году сын хорватского друга Тиберга, житель американского города Буффало, объявил о том, что у него хранится копия нот, переданная композитором его отцу незадолго до ареста. В том же году в США состоялись первые исполнения музыки Тиберга после более чем 60-летнего перерыва (в частности, американская пианистка русского происхождения Катя Гринёва исполнила одну из его сонат в Карнеги-холле). А в 2010 г. звукозаписывающая компания Naxos выпустила первый альбом с музыкой Тиберга, включающий Третью симфонию (Филармонический оркестр Буффало, дирижёр Джо-Энн Фаллетта) и фортепианное трио; объявлено, что это лишь первая в серии тиберговских записей.